# Lothar Böhnisch
Lothar Böhnisch (* 17. Juni 1944 in Trautenau, Landkreis Trautenau; † 27. Juni 2024) war Professor für Sozialpädagogik und Sozialisation der Lebensalter an der Technischen Universität Dresden sowie Professor an der Freien Universität Bozen.

## Leben
Böhnisch studierte von 1963 bis 1970 Geschichte, Soziologie und Ökonomie an den Universitäten Würzburg und München. Ab 1971 war er als wissenschaftlicher Mitarbeiter und später als Abteilungsleiter am Deutschen Jugendinstitut (DJI) in München tätig. Von 1981 bis 1984 übernahm er kommissarisch den Direktorenposten des DJI. 1977 promovierte Böhnisch an der Universität Tübingen, wo er sich 1982 auch habilitierte.
In Tübingen war Böhnisch ab 1985 als außerplanmäßiger Professor tätig und baute den Schwerpunkt Landjugend- und Regionalforschung in Kooperation zwischen dem DJI und der Universität Tübingen auf. Nach einer Gastprofessur an der Universität Zürich 1990 lehrte er ab 1991 an der Erziehungswissenschaftlichen Fakultät der TU Dresden, wo er 1992 Gründungsprofessor für Sozialpädagogik und Sozialisation der Lebensalter wurde. 2009 wurde Böhnisch emeritiert. Seit dem Studienjahr 2008/09 hatte er eine Professur an der Freien Universität Bozen, Standort Brixen, an der Fakultät für Bildungswissenschaften inne.
Seine Arbeitsschwerpunkte waren die Theorie der männlichen Sozialisation (Männerforschung), Lebensalter, sozialen Arbeit und Generationenverhältnisse. Gemeinsam mit Reinhard Winter galt Böhnisch als Vertreter einer kritischen bzw. identitätsorientierten Jungenarbeit, die primär nicht am geschlechtsspezifischen Verhalten, sondern bei der Lebensbewältigung von Jungen und deren realen Unsicherheiten ansetzt. Lebensbewältigung definierte Böhnisch in Abwandlung des Coping-Konzepts als „das Streben nach subjektiver Handlungsfähigkeit in kritischen Lebenssituationen, in denen das psychosoziale Gleichgewicht – Selbstwertgefühle und soziale Anerkennung – gefährdet ist“.

## Schriften (Auswahl)
- Milieu und Milieubildung. Einführung in die milieuorientierte Sozialarbeit. Beltz Juventa, Weinheim 2023, ISBN 978-3-7799-7558-8.
- Geschichte der sozialpädagogischen Ideen. Beltz Juventa, Weinheim 2022, ISBN 978-3-7799-6346-2.
- Sozialpädagogik der Verantwortung. Nach Carl Mennicke. Beltz Juventa, Weinheim 2022, ISBN 978-3-7799-6643-2.
- Zwischenwelten. Eine Gesellschaftstheorie für die soziale Arbeit. Beltz Juventa, Weinheim 2021, ISBN 978-3-7799-6329-5.
- Die Dialektik der Angewiesenheit. Das sozialpolitische Werk von Eduard Heimann neu lesen. Transcript, Bielefeld 2020, ISBN 978-3-8376-5271-0.
- Sozialpädagogik der Nachhaltigkeit. Eine Einführung. Beltz Juventa, Weinheim 2020, ISBN 978-3-7799-6060-7.
- Soziale Theorie der Schule. Klinkhardt, Bad Heilbrunn 2019, ISBN 978-3-8252-5156-7.
- Die Verteidigung des Sozialen. Ermutigungen für die Soziale Arbeit. Beltz Juventa, Weinheim 2018, ISBN 978-3-7799-2374-9.
- Der modularisierte Mann. Eine Sozialtheorie der Männlichkeit. Transcript, Bielefeld 2018, ISBN 978-3-8376-4075-5.

- Sozialpädagogik der Lebensalter. Eine Einführung. 7., überarbeitete und erweiterte Auflage, Beltz Juventa, Weinheim 2017, ISBN 978-3-7799-4578-9.
- mit Wolfgang Schröer: Das sozialpolitische Prinzip. Die eigene Kraft des Sozialen an den Grenzen des Wohlfahrtsstaats. Transcript, Bielefeld 2016, ISBN 978-3-8376-3459-4.
- Lebensbewältigung. Ein Konzept für die Soziale Arbeit. Beltz Juventa, Weinheim 2016, ISBN 978-3-7799-3410-3 (3. Aufl. 2023).
- Bleibende Entwürfe. Impulse aus der Geschichte des sozialpädagogischen Denkens. Beltz Juventa, Weinheim 2015. ISBN 978-3-7799-2373-2.
- Pädagogik und Männlichkeit. Eine Einführung. Beltz Juventa, Weinheim 2015. ISBN 978-3-7799-2308-4.
- Männliche Sozialisation. Eine Einführung. Beltz Juventa, Weinheim 2013. ISBN 978-3-7799-2306-0.
- Viele Männer sind im Mann. Bilder – Blicke – Horizonte. Ein soziologisches Lesebuch für Männer und Frauen. Edition Roesner, Maria Enzersdorf 2006, ISBN 978-3-902300-29-4.
- Politische Soziologie. Eine problemorientierte Einführung. Leske und Budrich, Opladen 2006, ISBN 978-3-86649-000-0.
- Die Entgrenzung der Männlichkeit. Verstörungen und Formierungen des Mannseins im gesellschaftlichen Übergang.  Leske und Budrich, Opladen 2003, ISBN 978-3-8100-3557-8.
- Abweichendes Verhalten. Eine pädagogisch-soziologische Einführung. 2., korrigierte Auflage. Juventa-Verlag, Weinheim/München 2001, ISBN 978-3-7799-1511-9.
- Pädagogische Soziologie. Eine Einführung. Juventa-Verlag, Weinheim/München 1996, ISBN 978-3-7799-0353-6.
- Gespaltene Normalität. Lebensbewältigung und Sozialpädagogik an den Grenzen der Wohlfahrtsgesellschaft. Juventa-Verlag, Weinheim/München 1994, ISBN 978-3-7799-1021-3.